# Georg 5. af Hannover
Georg 5. (født 27. maj 1819 i Berlin – død den 12. juni 1878 i Paris) var konge af Hannover fra 1851 til 1866, da Kongeriget Hannover blev indlemmet i Preussen. Han var derefter overhoved for den tyske linje af Huset Hannover til sin død i 1878.
Han var søn af Kong Ernst August 1. af Hannover og sønnesøn af Kong Georg 3. af Storbritannien. Som medlem af den britiske kongefamilie bar han tillige titel af 2. hertug af Cumberland og Teviotdale samt prins af Storbritannien og Irland. 
Som konge søgte han at reagere efter absolutistiske principper og kom flere gange i konflikt med Hannovers konstitution og parlament. Udenrigspolitisk støttede han Østrig mod Preussen, hvilket førte til, at han efter Østrigs nederlag i den Preussisk-østrigske krig i 1866 måtte se sit land blive annekteret af Preussen.

## Barndom og ungdom
Georg blev født i Berlin 27. maj 1819 som eneste søn af prins Ernst August af Storbritannien, 1. hertug af Cumberland og Teviotdale (den senere kong Ernst August 1. af Hannover) i hans ægteskab med prinsesse Friederike af Mecklenburg-Strelitz. Ernst August var femte søn af kong Georg 3. af Storbritannien.
Hans ungdom blev tilbragt i Berlin og Storbritannien. Som barnebarn i mandlig linje af en engelsk monark førte han titlen prins Georg af Cumberland.
Georg mistede som barn synet på sit ene øje grundet sygdom, og senere i 1833 mistede han ved en ulykke også synet på det andet. Han var således blind det meste af sit liv.
I 1835 gjorde hans onkel, kong Vilhelm 4., ham til ridder af Hosebåndsordenen.

## Kronprins af Hannover
Da Georgs kusine, dronning Victoria, kom på den britiske trone i 1837 blev hans fader, Ernst August den nye konge af Hannover. Kongeriget Hannover havde indtil da været i personalunion med Storbritannien, men kvinder kunne ikke arve tronen, da Hannover fulgte den Saliske lov, som derfor gik til den nærmeste mandlige arving.
Herefter flyttede familien til Hannover.
Der blev sået tvivl om, hvorvidt Georg var i stand til at arve kongeriget på grund af sin blindhed, men hans fader bestemte sig for, at det kunne han.

## Ægteskab
I 1843 giftede han sig med prinsesse Marie af Sachsen-Altenburg, datter af Joseph, hertug af Sachen-Altenburg og hertuginde Amalie af Württemberg. I ægteskabet blev der født tre børn, og det skulle efter sigende havde været meget lykkeligt.

## Konge af Hannover
I 1851 blev Georg 5. konge af Hannover. Hans regeringstid blev præget af hans konservatisme og urokkelige tro på den kongelige autoritet. Disse holdninger havde han lært fra faderen og sin onkel, hertug Karl af Mecklenburg-Strelitz, en af de mest indflydelsesrige personer ved det preussiske hof.
Hans synspunkter kolliderede ofte med parlamentet i Hannover og den offentlige mening i landet, hvilket medførte en del stridigheder i de femten år, han var konge.
Grundet hans blindhed skulle hans underskrift på statsdokumenter altid overværes og verificeres af flere vidner.

### Krigen i 1866
Til trods for modstand i det hannoveranske parlament deltog han på Østrigs side i den Preussisk-østrigske krig i 1866. Resultatet var katastrofalt for den uforberedte og dårligt udrustet hær, og efter nederlaget ved slaget ved Langensalza 27. juni, måtte kongefamilien flygte. Kongeriget blev efterfølgende annekteret af Preussen.

## Eksil
Kong Georg bosatte sig efterfølgende med sin familie i henholdsvis Paris og i Gmunden, Østrig. Herfra appellerede han forgæves til de europæiske stormagter om at intervenere til fordel for Hannover. 
Han opgav aldrig sit krav på Hannovers trone og agiterede fra sit eksil ivrigt for sine synspunkter. Han finansierede således en privat hannoveransk hær ud af sin egen lomme. Dette bidrog til, at Preussen beslaglagde slægtens private formue, den såkaldte Welferfond. Georg 5. havde dog allerede ved krigens udbrud sørget for, at statens finanser var overført til en bank i Storbritannien.
I sit eksil blev kong Georg mere populær i Hannover, end han havde været under sin regeringstid, og på hans fødselsdag blev der holdt store folkedemonstrationer til støtte for dynastiet. 
Georg 5., forhenværende konge af Hannover døde i 1878 i Paris og blev efterfølgende begravet i England.

## Titler
- 27. maj 1819 – 20. Juni 1837: Hans kongelige Højhed Prins George of Cumberland
- 20. juni 1837 – 18. november 1851: Hans kongelige Højhed Kronprinsen of Hannover
- 18. november 1851 – 12. Juni 1878: Hans Majestæt Kongen of Hannover

## Børn
- Ernst August kronprins af Hannover, hertug af Cumberland, 1845-1923. Gift 1878 med prinsesse Thyra af Danmark

- Frederikke, prinsesse af Hannover,1848-1926.

- Marie, prinsesse af Hannover, 1849-1904.

## Eksterne links
- Wikimedia Commons har flere filer relateret til Georg 5. af Hannover
- Georg V. på Slægten Welfs hjemmeside (tysk)

| Georg 5.Huset HannoverSidelinje af Huset WelfFødt: 27. maj 1819 Død: 12. juni 1878 |                                         |                                                                          |
| Titler som regent                                                                  |                                         |                                                                          |
| Foregående: Ernst August 1.                                                        | Konge af Hannover 1851–1866             | Efterfølgende: Ingen Kongeriget Hannover indlemmet i Kongeriget Preussen |
| Titler i prætendens                                                                |                                         |                                                                          |
| Foregående: Ingen Kongeriget Hannover indlemmet i Kongeriget Preussen              | — TITULÆR — Konge af Hannover 1866–1878 | Efterfølgende: Ernst August                                              |